# Crazy Love
Crazy Love és una pel·lícula de 1987 dirigida pel director belga Dominique Deruddere. La pel·lícula es basa en diversos escrits de l'autor i poeta Charles Bukowski, en particular The Copulating Mermaid of Venice, California, que conté necrofília.
Va ser la primera pel·lícula flamenca-belga que va rebre una estrena en cinemes a Amèrica del Nord.

## Argument
La pel·lícula segueix a Harry Voss durant tres dies importants de la seva vida. El primer és de jove, el segon el dia de la seva graduació de batxillerat i el tercer com a home solitari i de mitjana edat.
Les fases de la seva vida mostren la destrucció de l'esperança i la innocència i el seu descens al cinisme, l'alcoholisme i la desesperança. Idealitzant l'amor romàntic amb una bella noia en la seva infància, se sent amargament decebut quan el món real no coincideix amb les imatges idealitzades de l'amor en les seves pròpies imaginacions. Aleshores descobreix que quan era adolescent els seus companys el consideraven un paria a causa del seu acne quístic crònic i desfigurant físicament, que li cobreix la cara, el pit, les espatlles i l'esquena amb llagues plenes de pus supurant i fa fàstic a tots qui el veuen. Recorre a l'alcohol per matar el dolor i la decepció, perdent tota esperança de trobar l'amor veritable, només per acabar sent desvalgut, com a alcohòlic a l'edat adulta. Només a través d'una estranya trobada casual al final de la seva vida és transportat als seus records innocents de la infància i l'amor idealitzat d'una bella noia que anhelava en la seva joventut. Finalment complert, mor travessant l'oceà obert després de trobar el seu únic amor "vertader": un "amor boig". La ironia de la "buïdesa" d'aquest amor perdut, idealitzat, i el significat tràgic que Harry dona a aquest únic esdeveniment, resumeix la seva vida perduda i, finalment, el converteix en l'heroi de la seva pròpia història.
Cadascuna de les tres fases filmades implica una trobada sexual amb una dona "passiva". En la primera fase, el nen és empès a una trobada sexual amb la mare atractiva d'un amic mentre dorm, borratxo, al llit de casa. En el segon, una noia s'estira passivament al seient del darrere d'un cotxe, sense interès, mentre ell intenta mantenir relacions sexuals amb ella. Ella només ho fa com un favor al seu xicot, que és amic d'en Harry, però al final no pot portar-ho endavant i es gira amb fàstic pel seu horrible acne quístic. A la tercera, com a alcohòlic més gran, ell i el seu amic borratxo s'ensopeguen amb un cadàver nou i el "roben" com a broma, només perquè en Harry descobreix que la noia morta, però encara calenta, s'assembla a la noia dels seus somnis d'infantesa.
L'endemà al matí, el seu amic descobreix que en Harry s'ha suïcidat caminant intencionadament cap al mar amb el cadàver als braços, aparentment suïcidant-se després d'haver consumat el seu desig final.

## Repartiment
- Josse De Pauw
- Michael Pas
- Amid Chakir
- Geert Hunaerts
- Gene Bervoets
- Florence Beliard

## Controvèrsia
Quan es va estrenar, la pel·lícula del director Dominique Deruddere per primera vegada va dividir la crítica i el públic. Alguns crítics van destacar la qualitat de la fotografia i l'escenografia i l'actuació. Altres es van centrar en la naturalesa inacceptable del tema de la pel·lícula.
En el seu llançament nord-americà, la pel·lícula va ser promoguda per Madonna, Sean Penn i Francis Ford Coppola. Finalment, va resultar massa controvertida per a una acceptació massiva i mai va rebre un gran reconeixement.
Ara és considerada per alguns com una de les pel·lícules clàssiques del cinema mundial dels anys vuitanta.

## Premis
Va participar com a part de la selecció oficial al Festival Internacional de Cinema de Sant Sebastià 1987, on va guanyar el Premi Sant Sebastià al millor director.